# サナダムシ
サナダムシ（真田虫）またはジョウチュウ（条虫、絛虫）は、条虫綱（Cestoda）に分類される扁形動物の総称。成体はすべて人体の消化管中で生息する寄生虫である。テニア科や裂頭条虫科などが含まれる。名前の由来は真田紐に似ていることによる。日本の古代には「寸白（すばく）」とよばれた。長いと10m以上になるものも存在する。

## 特徴
共通する特徴は、消化管や口を完全に欠くこと。体は扁平で上皮細胞がなく、体表はクチクラに覆われている。栄養分は体表から吸収する。また、宿主に固着するための吸盤などを外部に備える。雌雄同体で体内は雌雄の生殖器官のみが発達している。
大きくは単節条虫亜綱と多節条虫亜綱に分けられる。一般にサナダムシとしてイメージするのは後者である。単節条虫亜綱のものは節に分かれない扁平な体で、先端に吸盤などを持つ。多節条虫亜綱のものは、頭部とそれに続く片節からなる。頭部の先端はやや膨らみ、ここに吸盤や鉤など、宿主に固着するための構造が発達する。それに続く片節は、それぞれに生殖器が含まれており、当節から分裂によって形成され、成熟すると切り離される。これは一見では体節に見えるが、実際にはそれぞれの片節が個体であると見るのが正しく、分裂した個体がつながったまま成長し、成熟するにつれて離れてゆくのである。そのため、これをストロビラともいう。長く切り離されずに10mにも達するものもあれば、常に数節のみからなる数mm程度の種もある。切り離された片節は消化管に寄生するものであれば糞と共に排出され、体外で卵が孵化するものが多い。

## 感染経路
不衛生な環境で育てられた牛や豚に寄生していることが多く、条虫に汚染された肉を調理が不十分な状態（生肉）で摂取することで感染する。また、近年では日本国内で魚類に寄生した幼虫を摂取（多くは生魚の状態で）することから感染することも確認されている。

## 生活史
ヒトを最終宿主とするものには、有鉤条虫（ユウコウジョウチュウ、カギサナダ）、無鉤条虫（ムコウジョウチュウ、カギナシサナダ）、広節裂頭条虫（コウセツレットウジョウチュウ、ハバヒロミゾサナダ）などがある。
成虫の多くは脊椎動物の消化管に寄生する。多くは中間宿主を持ち、複数の宿主を乗り換えながら成長する。幼生が中間宿主体内で出芽などによって無性生殖する種もある。

## 危険な種
サナダムシは、特にヒトに寄生するものは、あまりにも大きいため、健康に大きな影響があるといわれることが多かった。しかし、寄生者が終宿主となるべきヒトの健康に負担をかける行為は、自らの命を危険にさらすことであり、進化の過程でそのようなことが起こらない性質をある程度は身につけているとも考えられる。
危険なのは、ヒトを終宿主としない種が体内に入った場合である。腸内で成熟できない場合、幼生のままで体内を移動して本来寄生すべきでない部位に定着し、さまざまな弊害を出す場合がある（2015年には、2014年にヒトの脳内へ寄生した例が報告されている）。幼生が体内に寄生して内臓を圧迫・破壊したり（有鉤条虫など）、さらに無性生殖をする種（エキノコックスなど）では最悪の場合、死の危険がある。未だ成虫が知られていない、芽殖孤虫というのもある。

## 分類
大部分は真正条虫亜綱に含まれる。それらの目の分類は主として頭部の構造による。
- 単節条虫亜綱 Cestodaria
  - 両網目 Amphilinidea：アンフィリナ（葉片条虫・チョウザメに寄生）
  - 槢吸盤目 Gyrocotylidea：ギロコティレ（円杯条虫・ギンザメに寄生）
- 真正条虫亜綱 Eucestoda
  - 果頭目 Caryophyllidea
  - 箆頭目 Spathebothriidea
  - 錐吻目 Trypanorhyncha
  - 裂頭条虫目 Diphyllobothriidea：マンソン裂頭条虫・日本海裂頭条虫・広節裂頭条虫（ミゾサナダ）・芽殖孤虫
  - 盤頭目 Lecanicephalidea
  - 無門目 Aporidea
  - 四葉目 Tetraphyllidea：吸花条虫[4]・吸葉条虫・吸鈎条虫
  - 二葉目 Diphyllidea
  - 菱頭目 Litobothridea
  - 日本条虫目 Nippotaeniidea
  - 変頭目 Proteocephalidea
  - 二性目 Dioectoaeniidea
  - 円葉目 Cyclophyllidea：有鉤条虫（カギサナダ）・無鉤条虫（カギナシサナダ）・エキノコックス・瓜実条虫

## サナダムシを題材とした作品
- 『今昔物語集 巻二十八 第卅九話』「寸白任信濃守解失語」
- 『寸白男』 水木しげる 上記『今昔物語集 巻二十八 第卅九話』を劇画化したもの。
- 『三重露出』都筑道夫 真田の女忍者（サナダ・ガールズ）が消化器内に宿しているサナダムシを使った忍術で戦う。
- 『さなだ虫』 ブリーフ&トランクス 曲名は『さなだ虫』であるが、サナダムシを題材としているのは3番まであるうちの1番のみである。
- 『寄生彼女サナ』 砂義出雲
- 『メンズ・マガジン1977』 筒井康隆
- 『Dr.HOUSE』（シーズン3 第14話）
- 『虫くだしのララバイ』 さだまさし(アルバム『夢の轍』)